# Getapulien, Småland
För andra betydelser, se Getapulien.
Getapulien är ett gammalt smek- eller öknamn på de kargaste delarna av landskapet Småland. Namnet kommer av att de steniga tegarna i området lär ha sin motsvarighet i det italienska Apulien samt den historiskt täta förekomsten av getter, ett husdjur som kunde överleva på den magra mark som stora delar av Smålands skogsbygder utgör, men torde även var kopplat till det äldre öknamnet getapul, någon som bedriver tidelag med getter. 